# Епархия Кхулны
Епархия Кхулны (лат. Dioecesis Khulnensis) — епархия Римско-католической церкви c центром в городе Кхулна, Бангладеш. Епархия Кхулны входит в митрополию Читтагонга. Кафедральным собором епархии Кхулны является собор святого Иосифа.

## История
3 января 1952 года Римский папа Пий XII выпустил буллу Cum sit usu, которой учредил епархию Джессоре, выделив её из архиепархии Калькутты и епархии Кришнагара.
14 июня 1956 года епархия Джессоре была переименована в епархию Кхулны.
Первоначально епархия Кхулны являлась суффраганной по отношению к архиепархии Дакки, однако 2 февраля 2017 года она стала частью новой церковной провинции Читтагонга.

## Ординарии епархии
- епископ Dante Battaglierin (3.08.1956 — 20.03.1969);
- епископ Michael Atul D’Rozario (21.09.1970 — 19.02.2005);
- епископ Бежой Нисефорус Д’Крузе (19.02.2005 — 8.07.2011), назначен епископом Силхета;
- епископ James Romen Boiragi (4.04.2012 — по настоящее время).

## Источник
- Annuario Pontificio, Libreria Editrice Vaticana, Città del Vaticano, 2003, ISBN 88-209-7422-3
- Булла Cum sit usu, AAS 44 (1952), стр. 565  (лат.)